# Epidendrum stenocalymmum
Epidendrum stenocalymmum là một loài thực vật có hoa trong họ Lan. Loài này được Hágsater & G.Calat. mô tả khoa học đầu tiên năm 2004.